# Nicky Salapu
Nicky Vitolio Salapu (Pago Pago, 13. rujna 1980.) je nogometni vratar iz Američke Samoe, dijela SAD-a. Trenutačno nastupa za reprezentaciju Američke Samoe i austrijskog niželigaša SC Mauerbach (od 2000. do 2008. član kluba PanSa East iz Američke Samoe). Poznat je nogometnoj javnosti po tome što je primio 31 pogodak na utakmici s Australijom, što je i svjetski rekord.